# Casa de los Tiros
La Casa de los Tiros es un museo e inmueble situado en la ciudad española de Granada, comunidad autónoma de Andalucía. Se encuentra ubicada en el barrio del Realejo, en la calle Pavaneras. Su nombre se debe a las piezas de artillería que hay en sus almenas. Actualmente es la sede del Museo Casa de los Tiros de Granada; durante algunos años, fue sede asimismo del Ateneo de Granada.

## Historia
Fue construida en el siglo XVI a similitud de los palacios granadinos de la época y adquirida por Gil Vázquez de Rengifo, comendador de Montiel y uno de los caballeros que participaron en la Conquista de Granada junto a los Reyes Católicos. La casa formó parte de la muralla del barrio de los Alfareros, de ahí su aspecto de fortaleza militar. Del edificio original solo se conserva el Torreón, en torno al cual se ha ido construyendo posteriormente.
Los primeros propietarios de la casa fueron los Granada Venegas, linaje que comienza con Pedro de Granada (Cidi Yahya) noble descendiente de Yusuf IV e hijo del infante del Almería y Alcaide de Baza, se reconvirtió al cristianismo. Se casó con su prima Cetti Meriem, que cambió su nombre por el de María Venegas una vez reconvertida junto a su marido, comenzando con esta unión el linaje de los Granada-Venegas.
La casa ha pertenecido hasta 1921 a los marqueses de Campotéjar, título que le fue otorgado a la familia Granada Venegas en reconocimiento a los servicios prestados a la corona. Tras un largo pleito mantenido con ellos (desde el siglo XVIII al XX), pasó a manos del Estado.

## El edificio

### La fachada

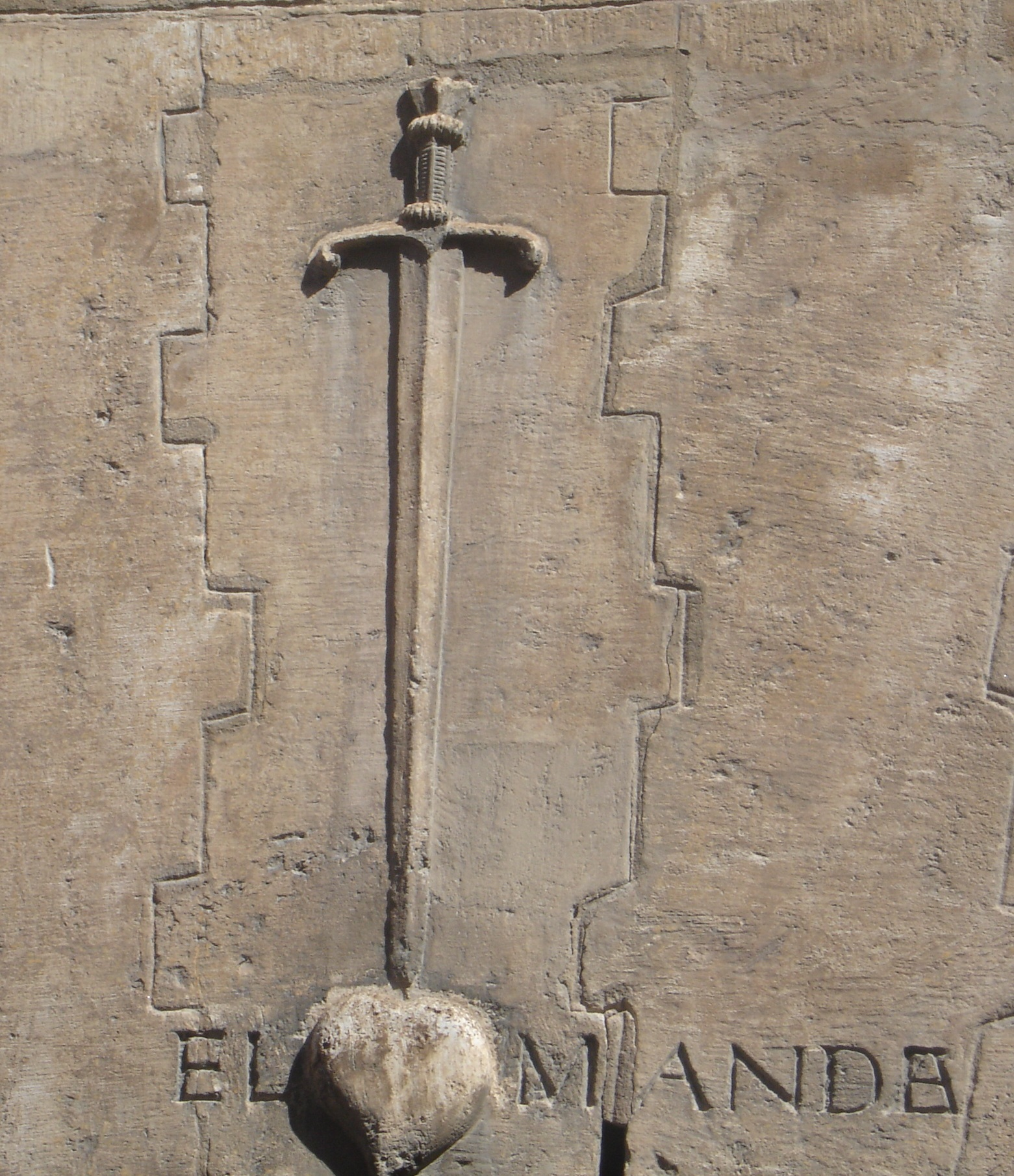
Lema de la Casa de los Tiros.

La fachada de la torre, pues tal es la forma del edificio, de sillería y decorada por cinco esculturas sobre consolas, que representan a Hércules, Teseo, Mercurio, Jasón y Héctor. Los héroes están representados en actitud de disposición a entrar en batalla en cualquier momento. Tienen los pies separados para alcanzar mayor estabilidad, los hombros enderezados y la vista enfocada fijamente a la lejanía. Las figuras son en tamaño natural y dado que la fachada del estrecho edificio de tres pisos carece de otros elementos decorativos, su virilidad y belicosidad causan una gran impresión.  
En la fachada se abre una gran puerta adintelada del siglo XVII y sobre ésta hay tallada una espada que perfora un corazón. Se puede leer el siguiente lema: "El (corazón) manda". 
Encontramos dos balcones y tres aldabas de bronce, sujetas por corazones a modo de clavos que las sujetan, donde puede leerse:

"¡El corazón manda! Gente de guerra, exercita las armas. 

El corazón se quiebra cual aldaba llamándonos a la batalla y Aldabadas son las que da Dios y las siente el corazón"

### El interior
- El zaguán, de gran altura, ocupa la parte baja de la torre, cubierto por un techo de madera plano con grandes vigas apoyadas en zapatas góticas. Entre las vigas, pinturas policromadas de animales mitológicos y fieras luchando.
- El patio de formas sencillas, con paredes encaladas, y al estilo musulmán con una pequeña fuente en medio y columnas nazaríes. Patio de la Casa de los Tiros.

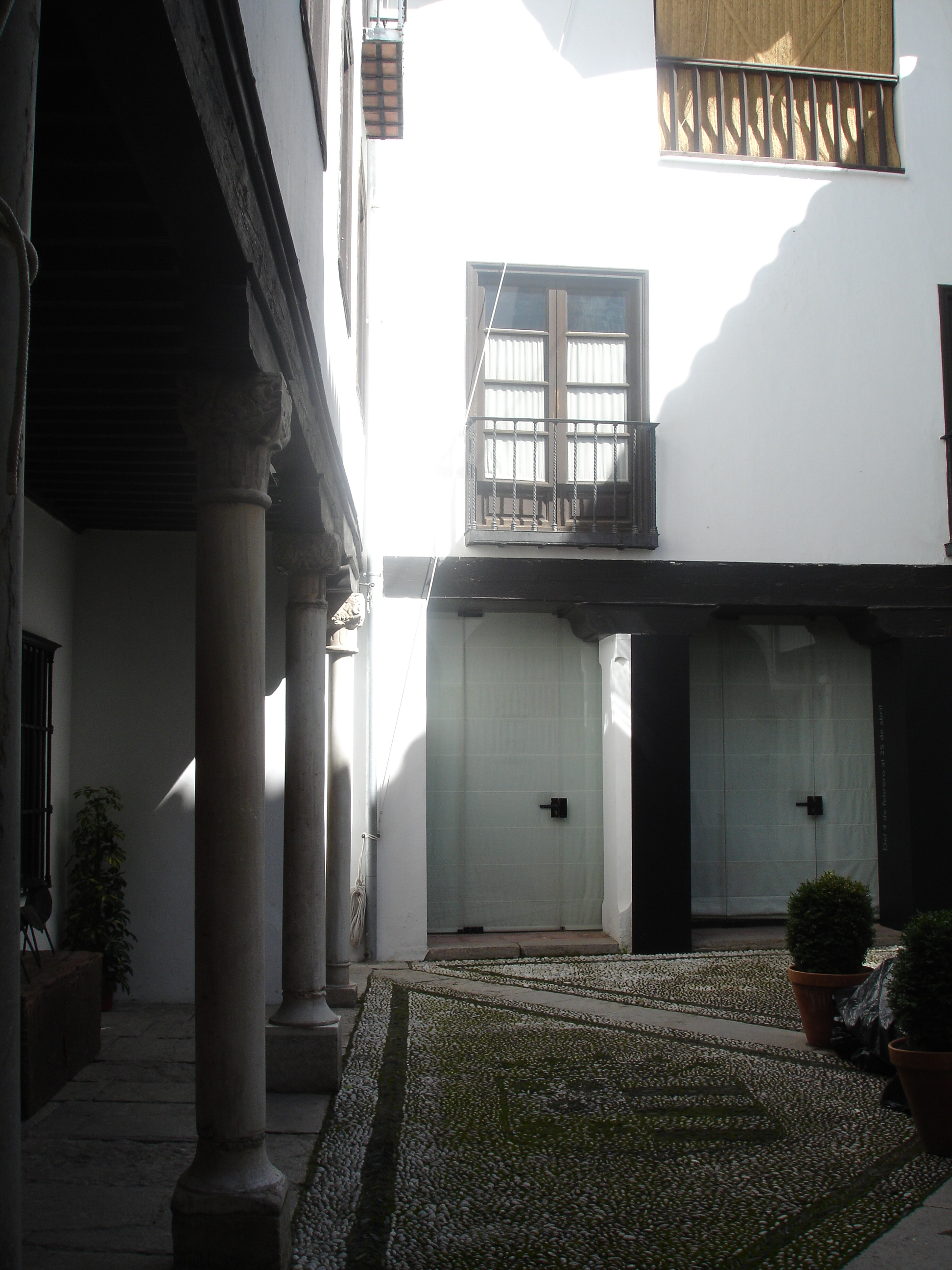
Patio de la Casa de los Tiros.

- La escalera principal moderna, datada del siglo XVIII y culminada con bóveda con ventanas, da paso a la planta superior, y decorada con una colección procedente del Generalife de retratos de los reyes españoles de la Casa de Austria realizados por los retratistas de la Corte, copias efectuadas durante los siglos XVI y XVII.
- La escalera principal en el siglo XVI, contiene decoración pictórica mural, representando a las virtudes: Caridad, Esperanza, Justicia y una Inmaculada.
- En la parte trasera del edificio se encuentra el pequeño jardín, tan típico de las construcciones granadinas, donde se encuentran cipreses, parterres de boj, granados, naranjos y arrayanes. Cuenta con una fuente y un estanque, así como con bustos y esculturas. Algunos de sus arbustos tienen nombres, al haber sido plantados por intelectuales de la época, como es el caso de un laurel que plantó Elena Martín Vivaldi.
- La Cuadra Dorada, la sala más emblemática del edificio, con armadura renacentista que decora su techo y pinturas murales. Su nombre hace referencia a la abundancia de reflejos dorados de su alfarje o artesonado. Formado por grandes tablones con bajorrelieves y textos, apoyados en grandes vigas y zapatas con formas de personajes históricos, representando un tablero de ajedrez, siendo una muestra de aquellos que lucharon por conseguir la unidad de España, describiendo bajo cada uno las hazañas que los hicieron famosos. Se encuentra Alarico, Hermenegildo, Recaredo, Alfonso V, López de Mendoza, así como los Reyes Católicos artífices de dicha unidad y Carlos I, que la elevó a categoría de Imperio, e Isabel de Portugal . Los frescos ubicados en las paredes representan a héroes y guerreros, y hay cuatro tondos con las figuras en relieve de heroínas de la Antigüedad.

## El museo

### Fondos
El museo fue creciendo con obras como dibujos, grabados, litografías, fotografías, planos, piezas de artesanía local como barros, faroles, tejidos, fondos bibliográficos de temática granadina, de viajes, publicaciones seriadas, folletos, carteles o periódicos, donados por particulares que conforman los fondos de este museo.

### Las salas
- Sala I. El paisaje: muestra de diferentes representaciones tanto gráficas como literarias de la ciudad de Granada.
- Sala II. El Orientalismo (I): Tema predilecto del Romanticismo.
- Sala III. El Orientalismo (II): Representación del concepto de lo oriental, que alcanzaría su mayor auge en el siglo XIX. Libros de viajes que difunden el gusto por lo exótico y la Edad Media, convirtiendo a la ciudad de Granada en la meta y búsqueda de esos valores, al ser una ciudad en donde confluyen lo oriental con lo occidental, siendo referente para poetas, pintores, músicos y escritores de la talla de José Zorrilla[5] que convirtió su poema Granada en uno de los más importantes poemas orientalistas referentes del Romanticismo.[6] Otro factor mostrado es el nacimiento de los estudios orientalistas, con figuras como Francisco Javier Simonet,  Leopoldo Eguilaz,  Gaspar Remiro, Miguel Lafuente Alcántara, Antonio Almagro Cárdenas y la creación de la Sociedad Histórica y Filológica de Amigos del Oriente y la recuperación de La Alhambra, incorporándose las primeras teorías sobre conservación.
- Sala IV. Los viajeros: Gracias a su rico pasado cultural y a su proximidad geográfica, por su aspecto de otro tiempo y por su pasado islámico, la ciudad de Granada se convierte un lugar a visitar a finales del siglo XIX, pues La Alhambra y el resto de la ciudad, que aún conservaba su antiguo urbanismo, se convirtieron en uno de los grandes mitos del Romanticismo. Algunos de estos viajeros eran escritores o pintores, divulgadores de Granada por toda Europa a través de sus relatos, sus grabados o litografías. Se recrea el ambiente que dichos viajeros podían encontrar al llegar a la ciudad.
- Sala V-VI. Artes industriales: Muestras de la cerámica de Fajalauza, producida en el barrio del Albaycín,[7] y pequeñas esculturas, popularmente llamadas "barros" destinadas a los viajeros y a la burguesía granadina.
- Sala VII. El costumbrismo: El costumbrismo del siglo XIX se centró en tipos populares como bandoleros, vendedores, y, sobre todo, gitanos del Sacromonte, puesto que era un barrio que resultaba especialmente atractivo a los viajeros y escritores de la época. Granada era una zona periférica y muy poco modernizada y debido a que se convirtió en un destino ineludible, sus gentes también se hicieron famosas en libros, pinturas, fotografías y grabados, aunque la imagen transmitida no era una visión de la realidad, sino una visión mucho más romántica.
- Sala VIII. De tránsito: Se presentan algunas de las figuras granadinas claves del siglo XIX.
- Sala IX. Sala Isabelina: una recreación ambiental del periodo isabelino, incorporando sillones, alfombras o mobiliario isabelino, convirtiéndola en una sala de época.
- Sala X. Mujer granadina: la presencia femenina a través de una colección de óleos, básicamente retratos de mujer, de los que destacan el tratamiento dado a la indumentaria de sus protagonistas. Destacan "Mujer con loro", de Joaquín de la Rosa, fechado de 1839, o "Mujer del traje verde" de José González de 1851. También cuenta con una colección literaria de tradiciones en donde la mujer granadina es la protagonista, destacando la revista de la burguesía "Madre de Familia", las biografías de Eugenia de Montijo o de Mariana Pineda o fotografías como la de Emilia Llanos. También se muestran asociaciones artístico-literarias, como "El Liceo" o " La Cuerda Granadina"
- Sala XI. Grandes acontecimientos: el periodismo fue el eje de la comunicación del siglo XIX. Los periódicos son el patrimonio más rico de este museo, por lo que se convierte en esta sala en el principal protagonista. "El Defensor de Granada" o "El Loco Constitucional", son algunas de las muestras que se pueden encontrar. Los temas más importantes que denuncian son la pobreza, el analfabetismo o la mala situación sanitaria de la ciudad y se convierten en motores de las reivindicaciones de modernidad tan demandadas en esta época.
- Sala XII. Sala de las fiestas: Muestra de las fiestas grandes de Granada y de las de barrio. El fenómeno del "cartelismo" queda patente en esta sala. Corridas de toros, programas de manos, textos y grabados de la tradición de las fiestas de la ciudad y el creciente papel de la fotografía de reportaje. También se puede ver una pieza singular, eje de la fiesta grande del Corpus y que es conocida como la "Tarasca".[8]